# Governo Choe Yong-rim
Il governo Choe Yong-rim è stato il tredicesimo esecutivo della Repubblica Popolare Democratica di Corea, in carica dal 7 giugno 2010 al 1º aprile 2013, col sostegno del Fronte Democratico per la Riunificazione della Patria.

## Appoggio parlamentare
| Assemblea popolare suprema | Assemblea popolare suprema                                                                                  | Seggi         |
| -------------------------- | --- | ------------- |
|                            | Partito del Lavoro di Corea Partito Socialdemocratico di Corea Partito Chondoista Chongu Totale maggioranza | 606 50 22 678 |
|                            | Chongryon Indipendenti Totale opposizione                                                                   | 5 4 9         |
| Totale                     | Totale | 687           |